# 로건의 탈출 (영화)
《로건의 탈출》(Logan's Run)은 미국에서 제작된 마이클 앤더슨 감독의 1976년 SF, 액션, 모험 영화이다. 이 영화는 소설책 로건의 탈출에 기반을 둔다. 마이클 요크 등이 주연으로 출연하였고 사울 데이빗 등이 제작에 참여하였다.

## 출연

### 주연
- 마이클 요크
- 리처드 조던

### 조연
- 제니 에구터
- 로스코 리 브라운
- 파라 포셋
- 마이클 앤더슨 주니어
- 피터 유스티노프
- 데이비드 웨스트버그

## 기타
- 원작자: 윌리엄 F. 놀런
- 원작자: 조지 클레이튼 존슨
- 협력프로듀서: 휴 벤슨
- 미술: 데일 헤네시
- 의상: 빌 토머스
- 배역: 잭 보워